# Mike Pratt
Michael P. Pratt, detto Mike (Dayton, 4 agosto 1948 – 16 giugno 2022), è stato un cestista e allenatore di pallacanestro statunitense, professionista nella ABA.